# Ernst Friedrich Jung
Ernst Friedrich Jung (* 25. September 1922 in Celle; † 1. Dezember 2016 in Bad Godesberg) war ein deutscher Diplomat. Er war Botschafter in Nigeria und Ungarn sowie beigeordneter Generalsekretär bei der NATO.

## Leben
Ernst Friedrich Jung war der zweite Sohn des Richters und OLG-Präsidenten Friedrich Walter Jung und dessen Frau Viva Jung, geborene Heiliger. Er besuchte das Gymnasium Andreanum in Hildesheim und das Schadow-Gymnasium in Berlin-Zehlendorf. Nach dem Abitur studierte er Rechts- und Politikwissenschaft an der Georg-August-Universität Göttingen, der Schlesischen Friedrich-Wilhelms-Universität Breslau, der Universität Freiburg im Breisgau, der Universität Lausanne und 1963 bis 1964 der Harvard University (Center for International Affairs) in Cambridge (Massachusetts). Aus dem Reichsarbeitsdienst und dem ab 1941 geleisteten Wehrdienst wurde er 1943 wegen einer Verwundung entlassen. 1950 bestand er mit der 2. Juristischen Staatsprüfung das Staatsexamen. Im selben Jahr erfolgte seine Promotion zum Dr. iur. an der Universität Göttingen.
Ernst Friedrich Jung trat 1950 in den Auswärtigen Dienst ein mit Verwendungen in Bonn, den Auslandsvertretungen in Luxemburg, London und Tokio sowie der EWG-Kommission in Brüssel. 1954 wurde er im Corps Bremensia aktiv. Jung war evangelisch, ab 1958 verheiratet mit Brigitta Junf, geborene Müller von Blumencron, und lebte in Bonn. Das Ehepaar hat drei Kinder (Dorothee, Hubertus und Christoph Jung). Seinen ersten Botschafterposten übernahm Jung von 1971 bis 1975 in Lagos (Nigeria). Danach war er 1975 bis 1978 Beigeordneter Generalsekretär für politische Angelegenheiten bei der NATO in Brüssel. Von Brüssel wechselte er 1978 nach Wien, wo bis 1981 als Leiter der Delegation der Bundesrepublik Deutschland bei den Truppenverminderungsverhandlungen (MBFR) tätig war. Anschließend arbeitete er in der Zentrale des Auswärtigen Amtes in Bonn als Beauftragter für Nord-Süd-Verhandlungen (u. a. Delegationsleiter bei der 3. UN-Seerechtskonferenz und bei den Antarktisverhandlungen. Im Rahmen der Verhandlungen besuchte er den Südpol). Seinen zweiten Botschafterposten übernahm er von 1984 bis 1987 in Budapest (Ungarn). Danach trat er in den Ruhestand.
Er war bis 1989 Fellow am International Institute for Strategic Studies in London und Mitarbeiter der Stiftung Wissenschaft und Politik in Irschenhausen sowie 1991 als Exekutiv-Sekretär des ersten Treffens des Rates der Konferenz über Sicherheit und Zusammenarbeit in Europa in Berlin.

## Ehrungen
- 1979: Bundesverdienstkreuz 1. Klasse

## Veröffentlichungen
- Zur Entstehung des Kriegsverzichtsartikels in der japanischen Verfassung von 1946 In: Festschrift für Otto Riese, hrsg. von Bernhard Aubin u. a., Karlsruhe 1964
- Das Verbot des Ersteinsatzes von Kernwaffen In: Außenpolitik, Hamburg 1964, S. 768 ff.
- Rüstungskontrolle – 25 Jahre danach  In: Im Dienste Deutschlands und des Rechts, Festschrift für Wilhelm Grewe, Baden-Baden 1981
- Die Antarktis in der internationalen Politik In: Außenpolitik, Hamburg 1984, S. 80 ff.
- Konventionelle „Rüstungskontrolle“ in Europa im Lichte der MBFR-Erfahrungen. In: Außenpolitik. 2/1988.
- Europa – müde der Integration? Etikettierungen statt Antasten der nationalstaatlichen Substanz. In: Neue Zürcher Zeitung. Nr. 101, 3./4. Mai 1997.
- Europa 40 Jahre danach. In: Außenpolitik. 3/1997.
- Genschers »Erinnerungen« im Rückblick. In: Historisch-Politische Mitteilungen. Archiv für Christlich-Demokratische Politik. Köln 1998.
- Franz Hilliger (Pseudonym): Erben gesucht. Berlin 2009.